# Đới tách giãn Albertine

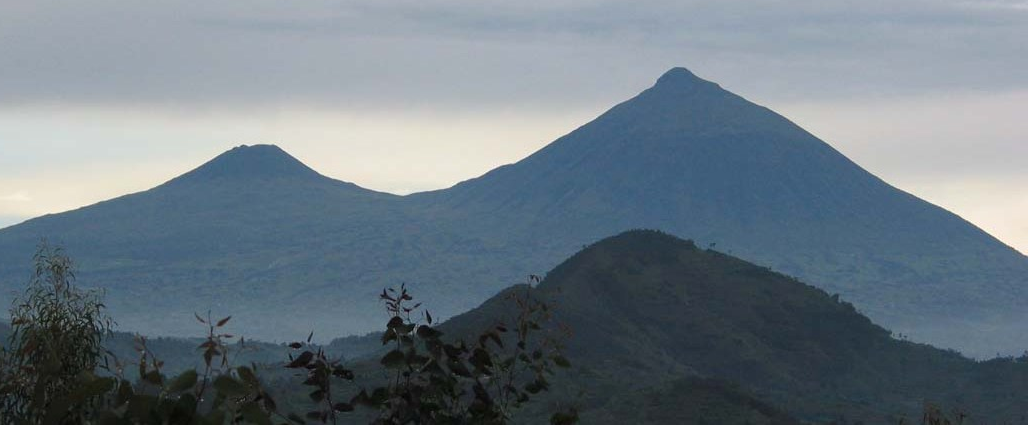
Núi Gahinga (bên trái) và Núi Muhabura (phải) thuộc Dãy núi Virunga

Bản đồ của Đới tách giãn Albertine Rift ở phía Tây

Đới tách giãn Albertine là một phần phía tây của Đới tách giãn Đông Phi, trải dài tại các quốc gia Uganda, Cộng hòa Dân chủ Congo, Rwanda, Burundi và Tanzania. Nó trải dài từ phía bắc của hồ Albert đến cuối phía nam của hồ Tanganyika. Thuật ngữ địa lý này có thể bao gồm thung lũng và các dãy núi bao quanh.

## Địa chất
Đới tách giãn Albertine và các dãy núi xung quanh là kết quả của quá trình địa chất kiến tạo mảng mà dần dần mảng phụ Somali tách ra khỏi phần còn lại của lục địa châu Phi. Các ngọn núi xung quanh đới tách giãn được tạo thành từ đá nền móng thời tiền Cambri bị kéo lên từ lòng đất, bị đá núi lửa hình thành trong khoảng thời gian gần đây che phủ.

## Tự nhiên

### Sông hồ
Phần phía bắc bị chia cắt bởi hai dãy núi lớn, núi Rwenzori giữa Hồ Albert và Hồ Rutanzige (trước đây là Hồ Edward) và dãy núi Virunga giữa Hồ Rutanziga và hồ Kivu. Các đỉnh của dãy Virunga tạo thành một rào cản giữa các lưu vực sông Nin ở phía bắc và phía đông và lưu vực sông Congo ở phía tây và phía nam. Hồ Rutenzige được nuôi dưỡng bởi nhiều con sông lớn, sông Rutshuru là một trong số đó, nó chảy về phía bắc qua sông Semliki vào hồ Albert. Sông Victoria Nin chảy từ hồ Victoria vào cuối phía bắc của hồ Albert và chảy ra sông Nin Trắng từ một điểm ở phía tây, chảy về phía bắc đến Địa Trung Hải.
Phía nam của Virunga, nước từ hồ Kivu chảy về phía nam vào hồ Tanganyika qua sông Ruzizi. Hồ Tanganyika sau đó chảy vào sông Congo qua sông Lukuga. Dường như hệ thống thủy văn hiện nay được thiết lập trong khoảng thời gian gần đây khi các núi lửa Virunga phun trào và chặn dòng chảy về phía bắc của nước từ hồ Kivu vào hồ Edward, làm cho nó thay vì xả về phía nam vào hồ Tanganyika. Trước đó hồ Tanganyika, hoặc tiểu lưu vực riêng biệt trong những gì bây giờ là hồ, có thể đã không có lối thoát nước nào khác hơn là bốc hơi. Các sông Lukuga đã hình thành gần đây, cung cấp một lộ trình mà qua đó các loài thủy sản lưu vực sông Congo có thể tới được Hồ Tanganyika.

### Núi

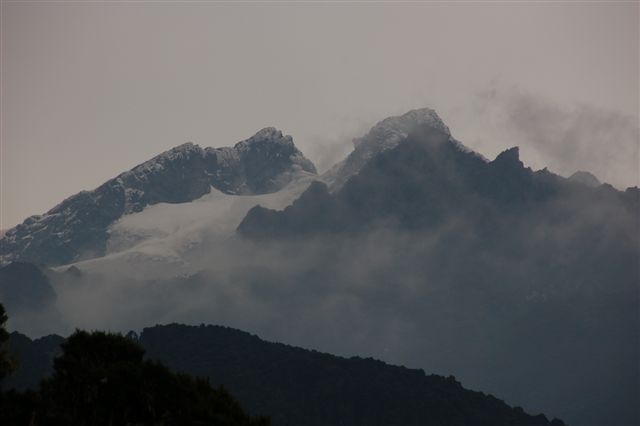
Núi Stanley, ngọn núi cao thứ 3 tại châu Phi

Từ phía bắc đến phía nam của đới tách giãn này là các đỉnh núi bao gồm cao nguyên Lendu, Núi Rwenzori, núi Virunga và Itombwe.  Núi Ruwenzori dài 120 km (75 dặm) và rộng 65 km (40 dặm). Nó bao gồm các Núi Stanley cao 5.119 m (16.795 ft), núi Speke cao 4.890 m (16.040 ft) và núi Baker cao 4.843 m (15.889 ft). Khối núi Virunga dọc theo biên giới Rwanda và Cộng hòa Dân chủ Congo bao gồm 8 ngọn núi lửa. Hai trong số này chính là Nyamuragira và Nyiragongo, những ngọn núi lửa vẫn còn hoạt động.
Các khối núi bị cô lập về phía nam bao gồm Núi Bururi ở miền nam Burundi, núi Kungwe-Mahale ở phía tây Tanzania, và núi Kabobo, núi Marungu trên bờ hồ Tanganyika thuộc Cộng hòa Dân chủ Congo. Hầu hết các núi đều cao từ 2.000 m (6.600 ft) tới 3.500 m (11.500 ft).